# Grün-Weiss
Grün-Weiss (voluit KC Grün-Weiss Castrop-Rauxel) is een Duitse korfbalvereniging.

## Geschiedenis
De club is opgericht in 1967 en is met 24 Duitse nationale titels 1 van de meest succesvolle Duitse korfbalclubs.

## Erelijst in Duitsland
- Duits kampioen, 11x (1992, 1993, 1994, 1995, 1996, 1997, 1998, 2000, 2001, 2004, 2006)

## Europees
Grün-Weiss plaatste zich 11 maal voor de EuropaCup. Verder dan de 3e plaats is de club niet gekomen.